# Liste der Bischöfe von Lynn
Die Liste der Bischöfe von Lynn stellt die bischöflichen Titelträger der Church of England, der Diözese Norwich, in der Province of Canterbury dar. Mit dem Amt übernimmt der Träger besondere Aufsichtspflichten über die Erzdiakone von Lynn. Der Titel ist ursprünglich nach der Stadt King’s Lynn benannt.
| Liste der Bischöfe von Lynn | Liste der Bischöfe von Lynn | Liste der Bischöfe von Lynn | Liste der Bischöfe von Lynn   |
| Von                         | Bis                         | Name                        | Anmerkungen                   |
| --------------------------- | --------------------------- | --------------------------- | ----------------------------- |
| 1963                        | 1972                        | William Llewellyn           | Ebenfalls Erzdiakon von Lynn  |
| 1972                        | 1986                        | Aubrey Aitken               |                               |
| 1986                        | 1993                        | David Bentley               | danach Bischof von Gloucester |
| 1994                        | 1999                        | David Conner                |                               |
| 1999                        | 2003                        | Tony Foottit                |                               |
| 2004                        | 2010                        | James Langstaff             | danach Bischof von Rochester  |
| 2011                        | 2021                        | Jonathan Meyrick            |                               |
| 2021                        | Gegenwart                   | Jane Steen                  |                               |